# Бока (город)
Бока (итал. Boca) — коммуна в Италии, располагается в регионе Пьемонт, в провинции Новара.
Население составляет 1186 человек (2008 г.), плотность населения составляет 132 чел./км². Занимает площадь 9 км². Почтовый индекс — 28010. Телефонный код — 0322.
Покровителем коммуны почитается святой Гауденций из Новары, празднование 22 ноября.

## Демография
Динамика населения:

## Администрация коммуны
- Официальный сайт: http://www.comune.boca.no.it/